# Degema
El Dẹgẹma (o dekema) és una llengua que es parla al sud de Nigèria, a les poblacions d'Usokun-Degema i de Degema, a la LGA de Degema, a l'estat de Rivers.
El degema és una llengua del grup lingüístic de les llengües edoid del delta, que formen part de la sub-família lingüística de les llengües edoid, que són llengües Benué-Congo. Les altres llengües del seu grup lingüístic són l'engenni i l'epie, que també es parlen a Nigèria.

## Ús i dialectologia
El degema és una llengua que gaudeix d'un ús vigorós (6a); tot i que no està estandarditzada, és parlada per persones de totes les edats i generacions. Té un diccionari i una gramàtica.
Tot i que no s'ha creat cap varietat estàndard que uneixi les dues varietats, la més utilitzada per les descripcions lingüístiques és la del dialecte usokun. L'atala (parlat a la ciutat de Degema) i l'usokun són dialectes del degema.

## Fonologia
El degema és l'única llengua edoid en la que es troba el mateix inventari del reconstruït proto-edoid. Té deu vocals en dues harmonies diferents: /i e a o u/ and /ɪ ɛ ə ɔ ʊ/.

## Població i religió
El degema es parla en dues comunitats separades que estan a les ciutats d'Usokun-Degema i de Degema que estan a l'illa Degema i que formen part de la LGA de Degema. Cadascuna d'aquestes comunitats parla una varietat que és intel·ligible mútuament amb l'altre.
El 27% dels 24.000 degemes són cristians; d'aquests, la meitat són protestants, el 25% catòlics i el 25% pertanyen a esglésies cristianes independents. El 73% dels degemes restants creuen en religions tradicionals africanes.

## Història
La tradició oral considera que els degemes (que originàriament eren part dels engennis van immigrar des de Benin City a Ewu (a prop d'Akinima).